# Shawn Chambers
Shawn Randall Chambers  (* 11. Oktober 1966 in Sterling Heights, Michigan) ist ein ehemaliger US-amerikanischer Eishockeyspieler und derzeitiger -trainer, der im Verlauf seiner aktiven Karriere zwischen 1985 und 2000 unter anderem 719 Spiele für die Minnesota North Stars, Washington Capitals, Tampa Bay Lightning, New Jersey Devils und Dallas Stars in der National Hockey League auf der Position des Verteidigers bestritten hat. Seine größten Karriereerfolge feierte Chambers mit dem Gewinn des Stanley Cups in den Jahren 1995 in Diensten der New Jersey Devils sowie 1999 mit den Dallas Stars. Darüber hinaus siegte er mit der US-amerikanischen Nationalmannschaft beim World Cup of Hockey 1996.

## Karriere
Shawn Chambers begann seine Karriere als Eishockeyspieler in der Mannschaft der University of Alaska Fairbanks, für die er von 1985 bis Mitte der Saison 1986/87 aktiv war. Diese Spielzeit beendete er bei den Seattle Thunderbirds in der kanadischen Juniorenliga Western Hockey League und den Fort Wayne Komets aus der International Hockey League. Für die Komets gab er auch sein Debüt im professionellen Eishockey. Anschließend wurde der Verteidiger im NHL Supplemental Draft 1987 als achter Spieler von den Minnesota North Stars ausgewählt. Für die North Stars spielte er in den folgenden vier Jahren in der National Hockey League, wobei er parallel für deren IHL-Farmteam, die Kalamazoo Wings, auflief. In der Saison 1990/91 scheiterte er mit den North Stars in den Finalspielen um den prestigeträchtigen Stanley Cup in der Best-of-Seven-Serie mit 2:4 an den Pittsburgh Penguins.
In der Saison 1991/92 konnte Chambers wegen einer schweren Knieverletzung nur insgesamt sieben Spiele für seinen neuen Klub, die Washington Capitals aus der NHL, und deren Farmteam, die Baltimore Skipjacks aus der American Hockey League, bestreiten. Im NHL Expansion Draft 1992 wurde er dennoch als siebter Spieler von den Tampa Bay Lightning ausgewählt. Nachdem er die Saison 1992/93 bei deren IHL-Farmteam Atlanta Knights begonnen hatte, stand er die folgenden drei Jahre für das Team aus Florida in der NHL auf dem Eis. Am 14. März 1995 wurde der Linksschütze zusammen mit Danton Cole im Tausch für Alexander Semak und Ben Hankinson an die New Jersey Devils abgegeben, mit denen er am Saisonende erstmals den Stanley Cup gewann.
Am 17. Juli 1997 unterschrieb Chambers als Free Agent einen Vertrag bei den Dallas Stars, dem Nachfolgeteam seines Ex-Klubs Minnesota North Stars. Mit den Texanern gelang ihm in der Saison 1998/99 nach einem Finalsieg über die Buffalo Sabres der zweite Stanley-Cup-Sieg seiner Laufbahn. Nachdem er bereits nach wenigen Spieltagen erneut eine Knieverletzung erlitten hatte und insgesamt nur vier Spiele bestreiten konnte, beendete der US-Amerikaner im Anschluss an die Spielzeit 1999/2000 seine Karriere im Alter von 33 Jahren.

### International
Für die USA nahm Chambers an der Weltmeisterschaft 1994 und dem World Cup of Hockey 1996 teil. Bei letzterem gewann er mit dem Team USA die Goldmedaille.

## Erfolge und Auszeichnungen
- 1995 Stanley-Cup-Gewinn mit den New Jersey Devils
- 1996 Goldmedaille beim World Cup of Hockey
- 1999 Stanley-Cup-Gewinn mit den Dallas Stars

## Karrierestatistik

### International
Vertrat die USA bei:
- Weltmeisterschaft 1994
- World Cup of Hockey 1996

(Legende zur Spielerstatistik: Sp oder GP = absolvierte Spiele; T oder G = erzielte Tore; V oder A = erzielte Assists; Pkt oder Pts = erzielte Scorerpunkte; SM oder PIM = erhaltene Strafminuten; +/− = Plus/Minus-Bilanz; PP = erzielte Überzahltore; SH = erzielte Unterzahltore; GW = erzielte Siegtore; 1 Play-downs/Relegation; Kursiv: Statistik nicht vollständig)

## Sonstiges
Shawn Chambers ist der Sportler mit der schlechtesten Bewertung in einem Videospiel aller Zeiten. Als einziger Athlet weltweit erhielt er als Gesamtwertung einen einzigen Fähigkeitspunkt (bei NHL 93 von EA).